# Hapalidiales
Hapalidiales, nepriznati red crvenih algi u razredu Florideophyceae, dio je podrazreda Corallinophycidae. U njega su bile ukljućivane 202 vrste u dvije porodice. Ime je došlo po rodu Hapalidium koji danas nema priznatih vrsta.

## Porodice
1. Hapalidiaceae J.E.Gray, 163
2. Mesophyllumaceae  C.W.Schneider & M.J.Wynne, 39